# Kristian Sundstrand
Carl Kristian Sundstrand född 24 juni 1876 i Stockholm, död 29 januari 1921 där, var en svensk byggnadsingenjör och arkitekt.
Efter studier vid Byggnadsyrkesskolan vid Tekniska skolan i Stockholm var han anställd åren 1897-1901 hos Ernst Haegglund som byggnadsritare och byggnadskontrollant. 1901 påbörjade han en anställning vid Stockholms gas- och elverks husbyggnadsavdelning och här kom han i kontakt med arkitektkollegan Gustaf de Frumerie. Parallellt med arbetet i det kommunala bolaget drev de åren 1907-1916 arkitektfirman Frumerie och Sundstrand. Tillsammans ritade de bland annat Marieborgsskolan i Västervik (1913),  Nordstjernans mineralvattenfabrik i kvarteret Bekasinen i Stockholm (1910-1911), Eriksbergsgatan 12 (1912-13), Kungsgatan 7 & 19-21 (1914). Han har dessutom ritat skolor i Djursholm, Enebyberg och Saltsjöbaden. I Djursholm och Danderyd är flera villor signerade av Sundstrand.

## Verk i urval

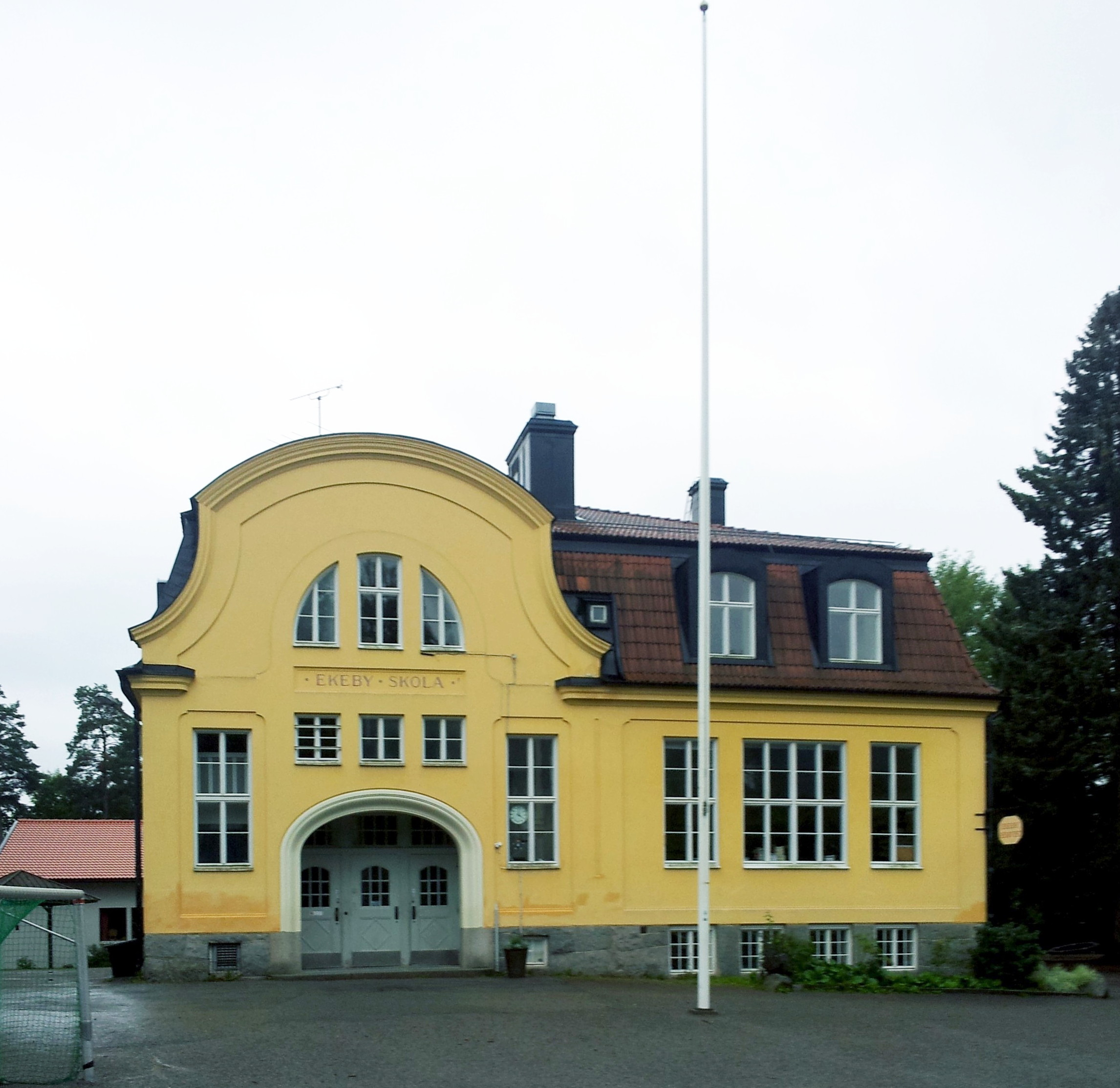
Ekeby skola, Ekeby, Danderyds kommun
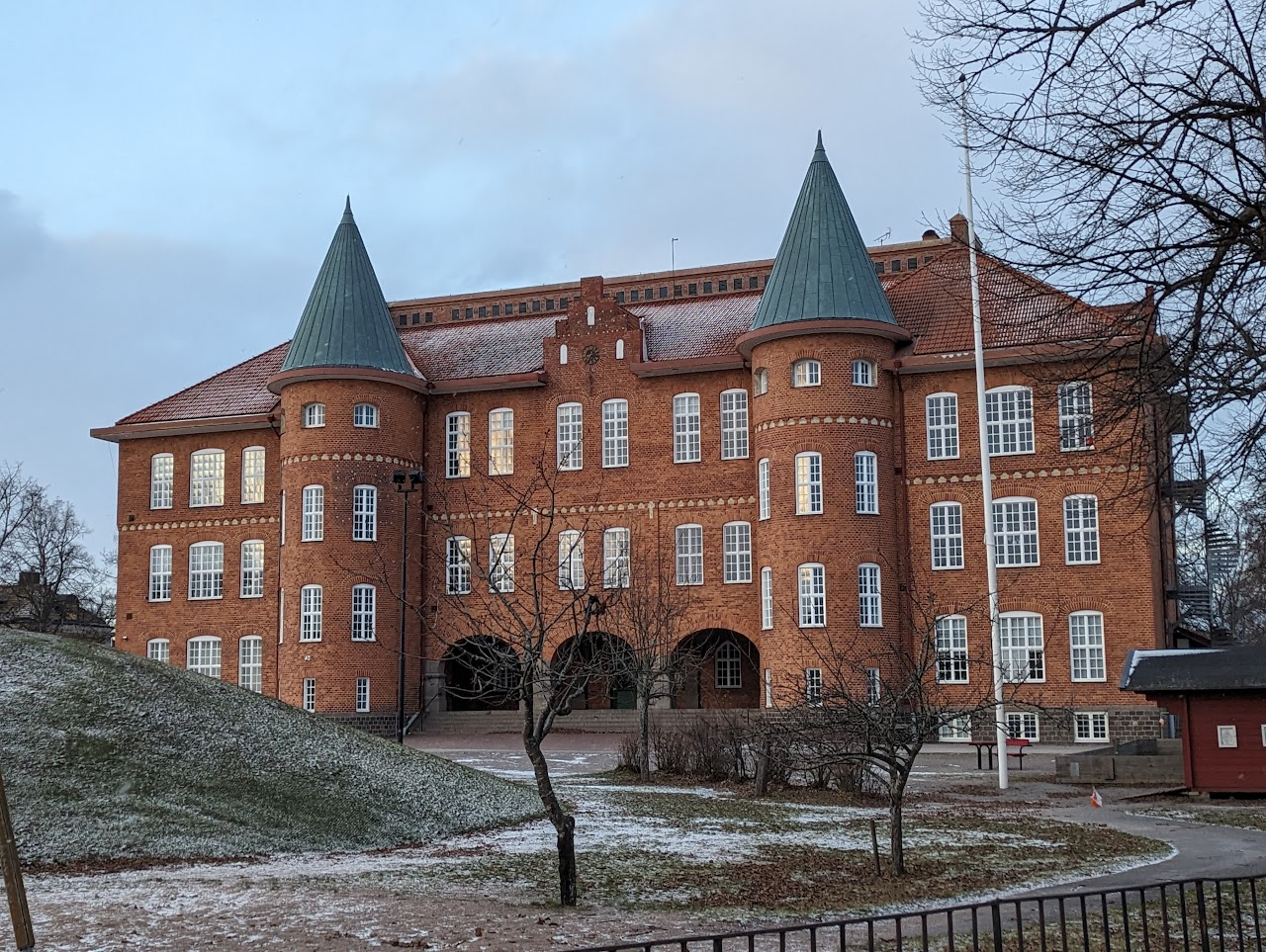
Marieborgsskolan, Västervik
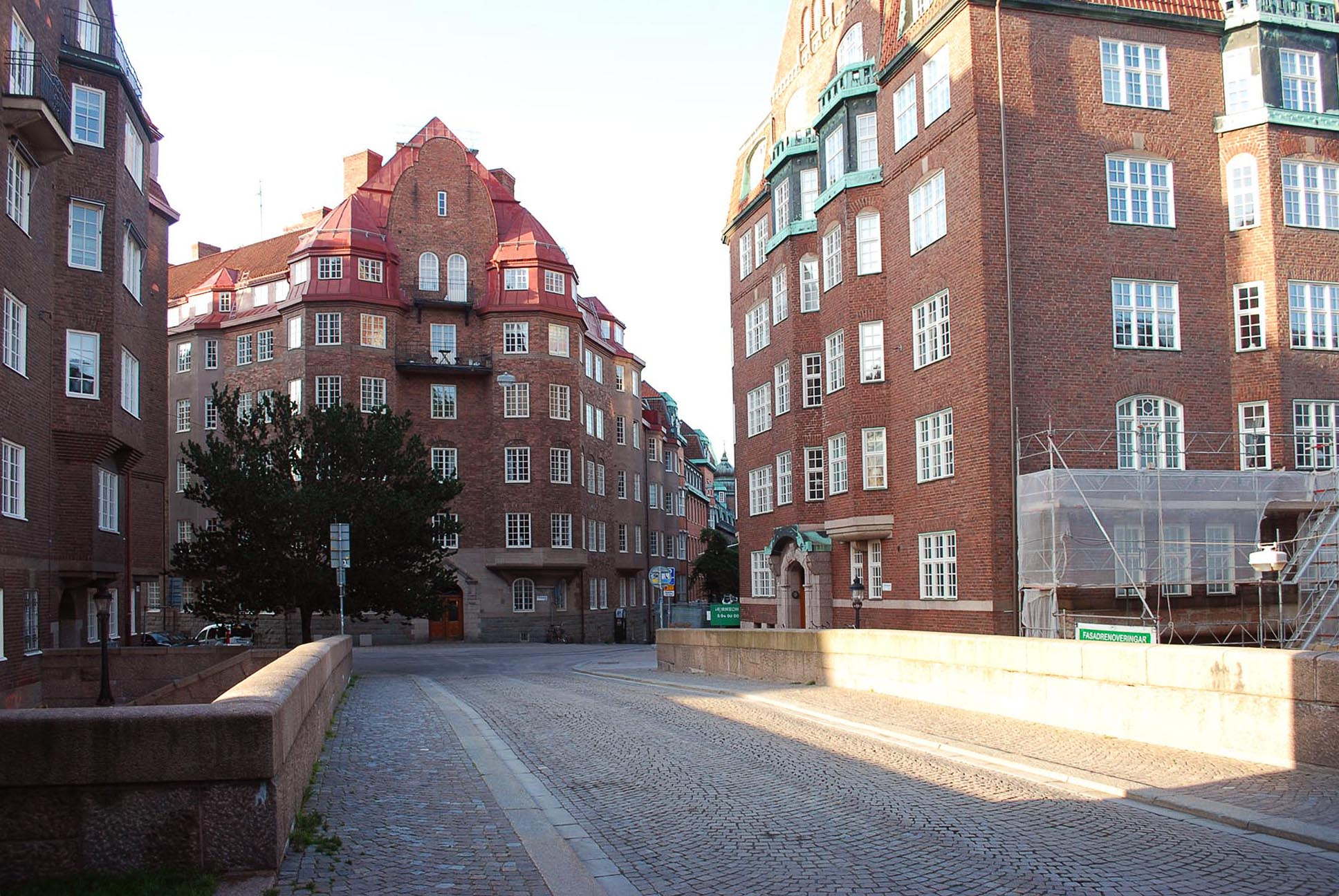
Eriksbergsgatan 12, Stockholm
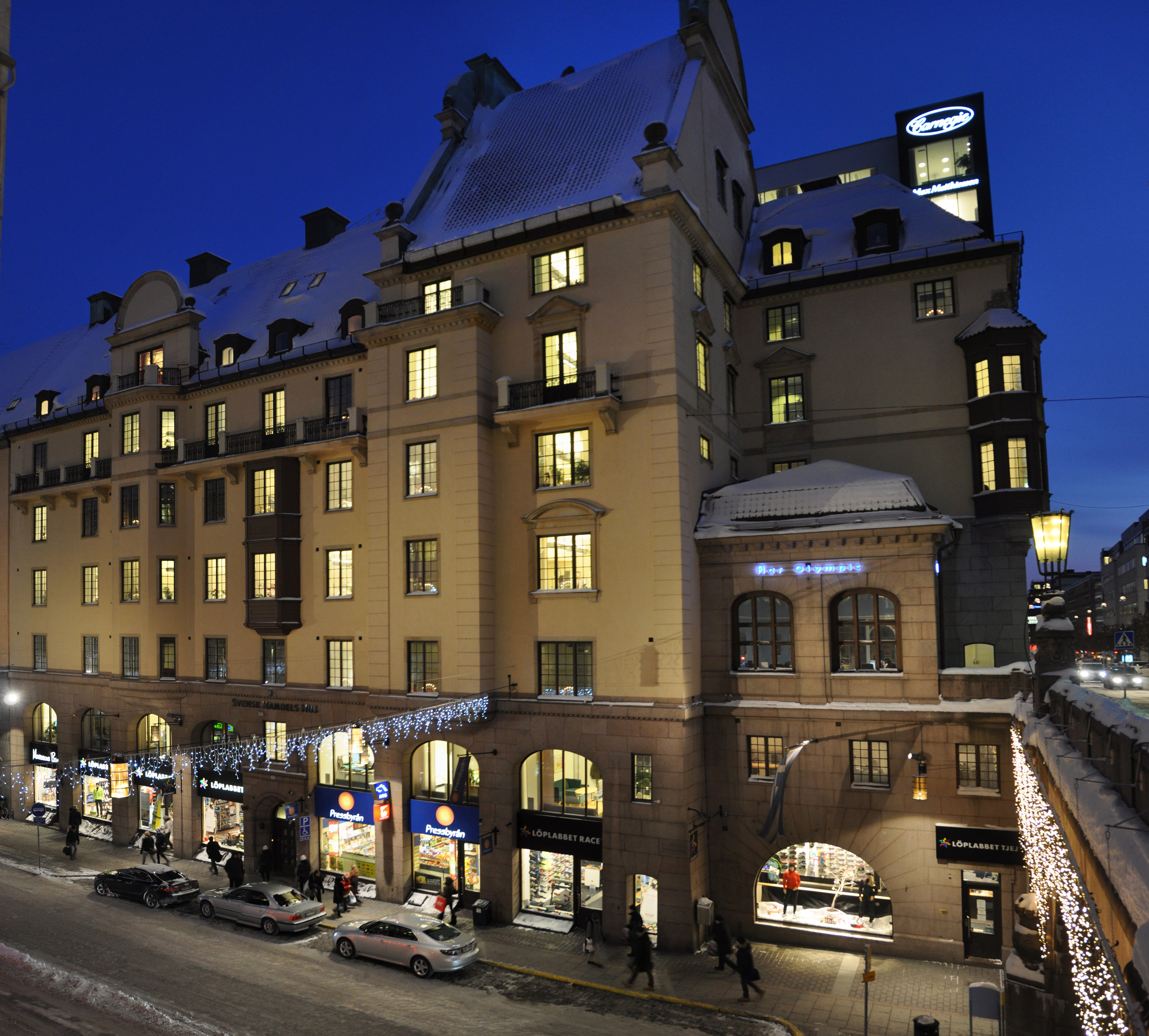
Kungsgatan 19-21 i Stockholm, sett från Regeringsgatans bro